# Apowersoft PDFコンバーター
Apowersoft PDFコンバーターは、Apowersoft社によって開発されたPDF変換ソフトウェアである。

## 概要
Apowersoft PDFコンバーターは、 PDFとWord/パワーポイント/Excel/JPG/PNGの相互変換、PDFファイルの結合・分割 ・圧縮などを行えるソフトである。複数ファイルの一括処理が可能。

## 機能
Apowersoft PDFコンバーターの主な機能は次のとおり。
- PDFの変換（PDFとWord/エクセル/パワーポイント/エクセル/JPG/PNGの相互変換＆PDFからTXT/HTMLへの変換）
- PDFの結合/分割
- PDFの圧縮
- 画像抽出
- PDFパスワード解除
- PDF保護
- OCR